# Saison 2 de Bienvenue chez les Casagrandes
 (avril 2022).
Chronologie
Saison 1 Saison 3
Cet article présente les épisodes de la deuxième saison de la série télévisée d'animation américaine Bienvenue chez les Casagrandes diffusée du 9 octobre 2020 au 10 septembre 2021 sur Nickelodeon.
En France, la deuxième saison est diffusée à partir du 17 avril 2021 au 22 janvier 2022 sur Nickelodeon France et rediffusée du 11 septembre 2022 au 25 décembre 2022 sur Gulli.

## Diffusion
- États-Unis : du 9 octobre 2020 au 10 septembre 2021 sur Nickelodeon
- France : du 17 avril 2021 au 22 janvier 2022 sur Nickelodeon France

## Épisodes

### Épisode 1:Un vlog en vogue
- États-Unis : 22 janvier 2021 sur Nickelodeon
- France :
  - 17 avril 2021 sur Nickelodeon France
  - 11 septembre 2022 sur Gulli

- États-Unis : 0,50 million de téléspectateurs[2] (première diffusion)

### Épisode 2:Crise artistique
- États-Unis : 22 janvier 2021 sur Nickelodeon
- France :
  - 17 avril 2021 sur Nickelodeon France
  - 11 septembre 2022 sur Gulli

- États-Unis : 0,50 million de téléspectateurs[2] (première diffusion)

### Épisode 3:Camping au Cimetière
- États-Unis : 9 octobre 2020 sur Nickelodeon
- France :
  - 17 avril 2021 sur Nickelodeon France
  - 30 octobre 2022 sur Gulli

- États-Unis : 0,52 million de téléspectateurs[3] (première diffusion)

### Épisode 4:Poulet Fantôme et Poules Mouillées
- États-Unis : 9 octobre 2020 sur Nickelodeon
- France :
  - 17 avril 2021 sur Nickelodeon France
  - 30 octobre 2022 sur Gulli

- États-Unis : 0,52 million de téléspectateurs[3] (première diffusion)

### Épisode 5:Voyage de rattrapage
- États-Unis : 29 janvier 2021 sur Nickelodeon
- France :
  - 24 avril 2021 sur Nickelodeon France
  - 18 septembre 2022 sur Gulli

- États-Unis : 0,45 million de téléspectateurs[4] (première diffusion)

- Daniel Dae Kim : M. Hong

### Épisode 6:Des coupes qui décoiffent
- États-Unis : 29 janvier 2021 sur Nickelodeon
- France :
  - 24 avril 2021 sur Nickelodeon France
  - 18 septembre 2022 sur Gulli

- États-Unis : 0,45 million de téléspectateurs[4] (première diffusion)

### Épisode 7:Maman malgré lui
- États-Unis : 15 février 2021 sur Nickelodeon
- France :
  - 24 avril 2021 sur Nickelodeon France
  - 25 septembre 2022 sur Gulli

- États-Unis : 0,51 million de téléspectateurs[5] (première diffusion)

### Épisode 8:Concert à tout prix
- États-Unis : 15 février 2021 sur Nickelodeon
- France :
  - 24 avril 2021 sur Nickelodeon France
  - 25 septembre 2022 sur Gulli

- États-Unis : 0,51 million de téléspectateurs[5] (première diffusion)

- Justin Chon : Yoon Kwan

### Épisode 9:La chasse au trésor
- États-Unis : 5 février 2021 sur Nickelodeon
- France :
  - 1er mai 2021 sur Nickelodeon France
  - 2 octobre 2022 sur Gulli

- États-Unis : 0,40 million de téléspectateurs[6] (première diffusion)

### Épisode 10:Plan de vol
- États-Unis : 5 février 2021 sur Nickelodeon
- France :
  - 1er mai 2021 sur Nickelodeon France
  - 2 octobre 2022 sur Gulli

- États-Unis : 0,40 million de téléspectateurs[6] (première diffusion)

### Épisode 11:Un Noël très Casagrandesque
- États-Unis : 5 décembre 2020 sur Nickelodeon
- France :
  - 1er mai 2021 sur Nickelodeon France
  - 25 décembre 2022 sur Gulli

- États-Unis : 0,55 million de téléspectateurs[7] (première diffusion)

### Épisode 12:Des entrées entre amis
- États-Unis : 16 février 2021 sur Nickelodeon
- France :
  - 8 mai 2021 sur Nickelodeon France
  - 9 octobre 2022 sur Gulli

- États-Unis : 0,42 million de téléspectateurs[8] (première diffusion)

### Épisode 13:Traitement de défaveur
- États-Unis : 16 février 2021 sur Nickelodeon
- France :
  - 8 mai 2021 sur Nickelodeon France
  - 9 octobre 2022 sur Gulli

- États-Unis : 0,42 million de téléspectateurs[8] (première diffusion)

### Épisode 14:Le soulèvement des machines
- États-Unis : 17 février 2021 sur Nickelodeon
- France :
  - 16 octobre 2021 sur Nickelodeon France
  - 16 octobre 2022 sur Gulli

- États-Unis : 0,34 million de téléspectateurs[9] (première diffusion)

### Épisode 15:Le duo des héros
- États-Unis : 17 février 2021 sur Nickelodeon
- France :
  - 16 octobre 2021 sur Nickelodeon France
  - 16 octobre 2022 sur Gulli

- États-Unis : 0,34 million de téléspectateurs[9] (première diffusion)

### Épisode 16:Bienvenue chez Laird
- États-Unis : 18 février 2021 sur Nickelodeon
- France :
  - 16 octobre 2021 sur Nickelodeon France
  - 23 octobre 2022 sur Gulli

- États-Unis : 0,51 million de téléspectateurs[10] (première diffusion)

### Épisode 17:Fashion safari
- États-Unis : 18 février 2021 sur Nickelodeon
- France :
  - 16 octobre 2021 sur Nickelodeon France
  - 23 octobre 2022 sur Gulli

- États-Unis : 0,51 million de téléspectateurs[10] (première diffusion)

### Épisode 18:Le dojo de Par
- États-Unis : 26 mars 2021 sur Nickelodeon
- France :
  - Diffusion accidentelle : 29 septembre 2021 sur Nickelodeon France / Diffusion officielle : 23 octobre 2021 sur Nickelodeon France
  - 31 octobre 2022 sur Gulli

- États-Unis : 0,45 million de téléspectateurs[11] (première diffusion)

### Épisode 19:Les tacos rouges
- États-Unis : 26 mars 2021 sur Nickelodeon
- France :
  - Diffusion accidentelle : 29 septembre 2021 sur Nickelodeon France / Diffusion officielle : 23 octobre 2021 sur Nickelodeon France
  - 1er novembre 2022 sur Gulli

- États-Unis : 0,45 million de téléspectateurs[11] (première diffusion)

- Daniel Dae Kim : M. Hong

### Épisode 20:Sauver la face
- États-Unis : 4 juin 2021 sur Nickelodeon
- France :
  - 23 octobre 2021 sur Nickelodeon France
  - 1er novembre 2022 sur Gulli

- États-Unis : 0,38 million de téléspectateurs[12] (première diffusion)

- Stephanie Beatriz : Blanca Guzman / La Tormenta

### Épisode 21:Le Kart sur la main
- États-Unis : 4 juin 2021 sur Nickelodeon
- France :
  - 23 octobre 2021 sur Nickelodeon France
  - 1er novembre 2022 sur Gulli

- États-Unis : 0,38 million de téléspectateurs[12] (première diffusion)

### Épisode 22:Opération chancla
- États-Unis : 11 juin 2021 sur Nickelodeon
- France :
  - 30 octobre 2021 sur Nickelodeon France
  - 2 novembre 2022 sur Gulli

- États-Unis : 0,35 million de téléspectateurs[13] (première diffusion)

### Épisode 23:Roudoudou
- États-Unis : 11 juin 2021 sur Nickelodeon
- France :
  - 30 octobre 2021 sur Nickelodeon France
  - 2 novembre 2022 sur Gulli

- États-Unis : 0,35 million de téléspectateurs[13] (première diffusion)

### Épisode 24:Le meilleur grand-père
- États-Unis : 18 juin 2021 sur Nickelodeon
- France :
  - 30 octobre 2021 sur Nickelodeon France
  - 2 novembre 2022 sur Gulli

- États-Unis : 0,46 million de téléspectateurs[14] (première diffusion)

### Épisode 25:Le farciversaire
- États-Unis : 18 juin 2021 sur Nickelodeon
- France :
  - 30 octobre 2021 sur Nickelodeon France
  - 3 novembre 2022 sur Gulli

- États-Unis : 0,46 million de téléspectateurs[14] (première diffusion)

### Épisode 26:Le zoo-vetage
- États-Unis : 31 mai 2021 sur Nickelodeon
- France :
  - 6 novembre 2021 sur Nickelodeon France
  - 4 septembre 2022 sur Gulli

- États-Unis : 0,32 million de téléspectateurs[15] (première diffusion)

### Épisode 27:Le pigeon de la farce
- États-Unis : 10 septembre 2021 sur Nickelodeon
- France :
  - 8 janvier 2022 sur Nickelodeon France
  - 3 novembre 2022 sur Gulli

- États-Unis : 0,33 million de téléspectateurs[16] (première diffusion)

### Épisode 28:Haut les clubs!
- États-Unis : 10 septembre 2021 sur Nickelodeon
- France :
  - 8 janvier 2022 sur Nickelodeon France
  - 3 novembre 2022 sur Gulli

- États-Unis : 0,33 million de téléspectateurs[16] (première diffusion)

### Épisode 29:Lalo star
- États-Unis : 10 décembre 2021 sur Nickelodeon
- France :
  - 8 janvier 2022 sur Nickelodeon France
  - 14 novembre 2022 sur Gulli

- États-Unis : 0,29 million de téléspectateurs[17] (première diffusion)

### Épisode 30:Garde alternée
- États-Unis : 25 juin 2021 sur Nickelodeon
  - 8 janvier 2022 sur Nickelodeon France
  - 15 novembre 2022 sur Gulli

- États-Unis : 0,50 million de téléspectateurs[18] (première diffusion)

### Épisode 31:La dance du fruit
- États-Unis : 25 juin 2021 sur Nickelodeon
- France :
  - 15 janvier 2022 sur Nickelodeon France
  - 13 décembre 2022 sur Gulli

- États-Unis : 0,50 million de téléspectateurs[18] (première diffusion)

- Debra Wilson : Papaya

### Épisode 32:Une équipe de choc
- États-Unis : 10 décembre 2021 sur Nickelodeon
- France :
  - 15 janvier 2022 sur Nickelodeon France
  - 14 décembre 2022 sur Gulli

- États-Unis : 0,29 million de téléspectateurs[17] (première diffusion)

### Épisode 33:Le roi de la jongle
- États-Unis : 24 septembre 2021 sur Nickelodeon
- France :
  - 15 janvier 2022 sur Nickelodeon France
  - 15 décembre 2022 sur Gulli

- États-Unis : 0,28 million de téléspectateurs[19] (première diffusion)

- Vico Ortiz : Doyle

### Épisode 34:El raton
- États-Unis : 24 septembre 2021 sur Nickelodeon
- France :
  - 15 janvier 2022 sur Nickelodeon France
  - 7 décembre 2022 sur Gulli

- États-Unis : 0,28 million de téléspectateurs[19] (première diffusion)

### Épisode 35:Opération Popstar
- États-Unis : 16 juillet 2021 sur Nickelodeon
- France :
  - 21 janvier 2022 sur Nickelodeon France
  - 28 novembre 2022 sur Gulli

- États-Unis : 0,34 million de téléspectateurs[20] (première diffusion)

### Épisode 36:La nouvelle prof de sport
- États-Unis : 1er octobre 2021 sur Nickelodeon
- France :
  - 22 janvier 2022 sur Nickelodeon France
  - 8 décembre 2022 sur Gulli

- États-Unis : 0,25 million de téléspectateurs[21] (première diffusion)

### Épisode 37:La commère
- États-Unis : 1er octobre 2021 sur Nickelodeon
- France :
  - 22 janvier 2022 sur Nickelodeon France
  - 8 décembre 2022 sur Gulli

- États-Unis : 0,25 million de téléspectateurs[21] (première diffusion)